# Jartai Yanchi
Der Jartai Yanchi oder Jilantai-Salzsee (chinesisch 吉兰泰盐池, Pinyin Jilantai yanchi oder 吉蘭泰鹽湖,  Jilantai yanhu; engl. Jilantai Salt Lake/Jartai Salt Lake/u. a.) liegt im Westen des Autonomen Gebiets der Inneren Mongolei im Norden der Volksrepublik China in der Großgemeinde Jilantai 吉兰泰镇 des Linken Alxa-Banners (阿拉善左旗) des Alxa-Bundes auf dem Plateau der Inneren Mongolei. Dort befindet er sich im Jartai-Becken/Jilantai-Becken (吉兰泰盆地,  Jilantai pendi) auf dem Alxa-Plateau (Alashan gaoyuan 阿拉善高原), auf dem es viele Salzseen gibt. 
Seine Fläche beträgt 120 Quadratkilometer, die Salzschicht ist bis über fünf Meter dick. Es ist ein Chloridsalz-Salzsee.
Der Chilantaisaurus ist nach dem See benannt.